# Tour de Nanjing
El Tour de Nanjing (oficialmente: Tour of Nanjing) es una carrera ciclista china, cuya única edición se celebró en 2013 como parte del UCI Asia Tour bajo la categoría 1.2 (última categoría del profesionalismo en carreras de un día).

## Palmarés
| Año  | Ganador         | Segundo           | Tercero       |
| ---- | --------------- | ----------------- | ------------- |
| 2013 | Alois Kaňkovský | Yuriy Metlushenko | Jiří Hochmann |

## Palmarés por países
| País            | Victorias |
| --------------- | --------- |
| República Checa | 1         |